# Patnje mladog Werthera
Patnje mladog Werthera (Die Leiden des jungen Werthers) je roman koji je napisao J. W. von Goethe. Objavljen je 1774.
Goethe je njime postigao zapažen uspjeh. Pisan je u epistolarnoj formi.
Po ovom romanu, nastao je i izraz verterizam,  koji označava pretjeranu sentimentalnost i romantičnost, emocionalnu prenaglašenost, modu oponašanja Wertherova načina oblačenja i pogleda na svijet. Likovi u djelu temeljeni su na stvarnim osobama iz Goetheova života. Lik Werthera je nadahnut životom njegovog prijatelja, koji je iz ljubavi počinio samoubojstvo.
Patnje mladog Werthera je značajno djelo Sturm und Dranga, nastalo u samo nekoliko tjedana. Snažno se suprotstavlja klasicističkoj poetici. To je roman koji izražava osjećaje odnosno takozvanu svjetsku bol (na njemačkome weltschmerz), užasnu spoznaju o ispraznosti ljudskog postojanja i nepostojanju prave iskrenosti i osjećajnosti.

## Radnja
Roman je uglavnom zbirka pisama koje mladi pjesnik i slikar Werther piše svom prijatelju. Werther se zaljubljuje u Lottu, koja je zaručena za Alberta. Zbog nesretne ljubavi koju ne uspijeva ostvariti, Werther oduzima sebi život.